# Botxí dels Taita
El botxí dels Taita (Lanius dorsalis) és un ocell de la família dels lànids (Laniidae).

## Hàbitat i distribució
Habita àrides amb matolls espinosos des de Sudan del Sud, sud d'Etiòpia i sud de Somàlia, cap al sud, a través de l'est d'Uganda i Kenya fins al nord-est de Tanzània.